# 中宗反正
中宗反正（韓語：중종반정）是發生於朝鮮王朝燕山君執政時的丙寅年九月初二（即燕山君12年，公元1506年9月18日）的一場宮廷政變事件，使燕山君被廢，擁立晉城大君李怿為王，是為朝鮮中宗。

## 背景
15世纪末，朝鮮王朝的政治腐败，党争不绝。在朝的功臣官僚集团称“勳舊派”，在书院接受儒家教育的两班子弟和靠科举入仕的新官僚称“士林两班”或“士林派”，两派相互斗争不已。成宗不满勳舊派的飞扬跋扈，利用士林派加以遏制，士林派势力膨涨。1498年，继位的燕山君曾经要为生母废妃尹氏立庙并举行隆重的佛教招魂安葬仪式，从而与士林派发生矛盾，转而依靠勳舊派肅清士林派。

## 兩次士禍

### 戊午士祸
1498年，因士林派名臣金宗直的一名学生在编写《成宗实录》时将金宗直的文稿《弔義帝文》收入，曾被金宗直得罪的勳舊派有名人物柳子光、李克墩指责该文影射世祖篡位。勳舊派大臣利用燕山君的愤怒，怂恿燕山君把士林派全部驱逐出政府，并诛杀相关者三十多人，酿成“戊午士祸”。

### 甲子士祸
根據朝鮮的歷史紀錄，燕山君生母廢妃尹氏「因嫉妒太甚」而在1479年被成宗废位，1482年被赐死。燕山君一直想了解其内幕及参与人，以寻机报复。燕山君六年，燕山君命令春秋馆上奏尹氏赐死的详细过程和有关人员名单，春秋馆被迫如实报告；燕山君从中选出26名“奸臣”，逐一处决。成宗恭惠王后的父亲韩明浍等已故者8人被剖棺戮尸，“碎骨飘风”。被认为当年诬告的淑仪严氏、郑氏，以及郑氏所育两子安阳君和凤安君，也被赐死。根据《朝鲜王朝实录》中《燕山君日记》及《中宗实录》的说法，當時燕山君連祖母仁粹大妃都毫不客氣的頂撞，導致當時已病重在床的仁粹大妃受到驚嚇而過世。

### 遺害
燕山君除了迫害士林派之外，又因为有大臣用训民正音谚文写招贴批判其暴政，所以下令禁止使用谚文。刚创建不久的朝鮮民族文字发展因此陷入了停顿。
《朝鲜王朝实录》称，燕山君还将成均馆改为游宴场所。
在宗教方面，太祖、世祖崇佛，而太宗、世宗废佛。燕山君原本随顺祖母仁粹大妃崇信佛教；但仁粹大妃去世后，燕山君态度一转，开始和太宗、世宗一样对佛教加以破坏。燕山君撤去三角山藏义寺佛像，赶走寺内僧侣，将教宗首刹兴德寺的佛像废去，寺院改为官用；1504年，他还废掉朝鮮禅宗首刹兴天寺，移佛像至桧岩寺，改圆觉寺为妓院；自高丽以来所举行的僧科制度也被迫废止。不久，兴天寺、兴德寺相继被焚，禅宗、教宗本寺俱毁，宗务转移他处。

## 經過
九月初一，吏曹判书柳顺汀、知中枢府事朴元宗、副司勇成希颜等人发动政变，组织军队扑杀外戚慎守勤和任士洪；随后包围昌德宫，驱散宫中卫队后迫使燕山君退位，并以慈顺大妃（成宗王后，晋城大君生母）名义命令燕山君交出国王印玺。燕山君先是百般抵赖，但最后不得不于九月初二清晨交出玉玺。
政变发起者随即赴晋城大君李懌（燕山君同父異母之弟）私宅，将其迎入景福宫，在勤政殿即位，是为中宗。

## 結果
燕山君退位后，与其妻、子一同被流放到乔桐岛；三個月後，燕山君在当年十二月病死，终年三十岁。

## 影響
中宗反正是自朝鮮太祖以來，第一次由臣子（非王族）策立廢立君主事件。在中宗朝以後，也有仁祖反正事件。
反正功臣由於有擁立中宗的大功，在中宗朝中擁有很大勢力。例如，由於中宗首任王后端敬王后慎氏的父親被殺，反正功臣為了防止王后報復，端敬王后慎氏在中宗即位七日後被廢。反正功臣與士林派在中宗朝權鬥不斷，結果在中宗在位晚期才完全肅清反正功臣的勢力。

## 影視改編
- 電視劇《大長今》中，大臣密謀發動政變對付燕山君，他們需要找辦法與晉城大君（即中宗）聯絡，於是他們找來年幼的長今送酒給晉城大君。在酒上有信息表示欲發動政變，晉城大君以表情及長今的形容來作回應。
- 《七日的王妃》是以中宗反正為背景改編的電視劇。
- 此外，電視劇《王與我》、电视剧《女人天下》與電視劇《仁粹大妃》亦有提及中宗反正此情。

## 參看
- 朝鲜王朝
- 戊午士禍
- 甲子士禍
- 靖國功臣

## 附注
1. ↑  「燕」讀音同「烟」。